# Município Ícolo e Bengo
Município Ícolo e Bengo är en kommun i Angola.   Den ligger i provinsen Luanda, i den nordvästra delen av landet, 70 km sydost om huvudstaden Luanda. Antalet invånare är 59 000. Arean är 3 819 kvadratkilometer.

## Geografi
Terrängen i Município Ícolo e Bengo är kuperad söderut, men norrut är den platt.
I omgivningarna runt Município Ícolo e Bengo växer huvudsakligen savannskog. Runt Município Ícolo e Bengo är det mycket glesbefolkat, med 7 invånare per kvadratkilometer.

## Kända personer från Ícolo e Bengo
- Agostinho Neto, Folkrepubliken Angolas första president.